# Заволшк
Заволшк (рус. Заволжск) град је Златног круга. Смештен је на левој обали реке Волге, око 200 km низводно од Костроме и 113 km североисточно од Иванова, у Ивановској области, у Русији. Према подацима из 2008. године, у граду је живело 12.045 становника. Седиште је Заволшког рејона.

## Становништво
| 1939.  | 1959.  | 1970.  | 1979.  | 1989.  | 2002.  | 2010.  |
| ------ | ------ | ------ | ------ | ------ | ------ | ------ |
| 12.117 | 15.487 | 16.718 | 17.101 | 16.530 | 13.455 | 12.045 |